# 물병자리 감마
물병자리 감마(γ Aqr)는 물병자리 방향에 있는 항성이다. 이전부터 내려오던 고유명칭은 사다크비아로 아랍어 표현 سعد الأخبية ‘사드 알-악스비야흐’(집들의 행운)에서 온 것이다.

## 특징
감마별의 겉보기 등급은 3.849로 밤하늘에서 맨눈으로 볼 수 있다. 시차 자료에 따르면 감마별까지의 거리는 오차범위 5퍼센트 이내에서 164광년이다. 물병자리 감마별의 분광형은 A0 V로 A형 주계열성이며 우리 태양보다 더 무겁고 좀 더 크다. 감마는 목동자리 람다형 별의 후보로 과거 항성 주위 중원소가 별로 없는 기체를 빨아들였을 가능성이 있다. 감마별의 자전 속도는 초당 80킬로미터로 우리 태양의 40배 빠르게 회전한다. 감마의 최외곽 대기 유효 온도는 10,500 켈빈으로 태양 유효 온도의 거의 두 배 가깝게 뜨겁다. 이 정도 온도에서 감마는 맨눈으로 백색의 빛을 뿜는 것처럼 보인다.

## 문화
알 악사시 알 무아킷의 성표에서 감마별은 أول ألأجبية(아우윌 알 아비야흐)로 기록되었는데 라틴어로 Prima Tabernaculorum로 번역되었고 ‘집들의 행운 중 첫째 별’이라는 뜻이다. 감마별이 속한 별자리를 아랍권에서는 ‘알 아비야흐’(الأخبية)로 불렀으며 구성원은 물병자리 감마, 파이(세아트), 제타(사달타게르, 아크르 알 아크비야), 에타(히드리아)이다. 인디아의 데바나가리 사용지역에서는 ‘사드하브히스크’로, 타밀어 사용지역에서는 ‘사드하얌’으로 불린다.
동아시아 별자리에서 이 별은 위수에 속한 분묘(墳墓, Fén Mù)의 구성원이다. 분묘의 구성원은 물병자리 감마, 제타, 에타, 파이이다. 감마별의 단독 명칭은 분묘이(墳墓二, Fén Mù èr)로 ‘분묘의 두 번째 별’이라는 뜻이다.